# Scobee (cráter)

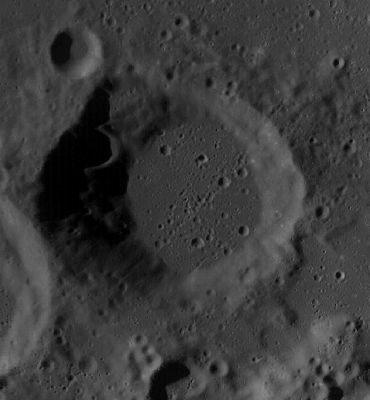
Fotografía de la misión Lunar Reconnaissance Orbiter

Scobee es un cráter de impacto lunar situado dentro de la parte noreste de la enorme llanura amurallada del  cráter Apollo, justo fuera del anillo interior de montañas del cráter. Scobee está situado al sur del cráter Barringer, él mismo sobre el contorno del borde exterior. Unido al borde exterior del suroeste de Scobee se halla el cráter Smith, más pequeño.
|  |  |

Es una formación desgastada y erosionada. El brocal presenta una protuberancia hacia el lado norte-noroeste. El suelo interior carece de rasgos destacables, con tan solo algunas marcas causadas por pequeños impactos.